# Hemidactylus turcicus
Hemidactylus turcicus е вид влечуго от семейство Геконови (Gekkonidae). Видът не е застрашен от изчезване.

## Разпространение и местообитание
Разпространен е в Албания, Алжир, Босна и Херцеговина, Гърция, Египет, Израел, Испания, Италия, Кипър, Либия, Ливан, Малта, Мароко, Португалия, Словения, Тунис, Турция, Хърватия и Черна гора. Внесен е в Куба, Мексико, Панама, Пуерто Рико, САЩ и Франция.
Обитава градски местности, пустинни области, склонове, пещери, храсталаци, крайбрежия и плажове в райони със субтропичен климат.

## Описание
Продължителността им на живот е около 8,4 години. Популацията на вида е нарастваща.